# Ángela González Tort
Ángela González Tort (Fray Benito, 1879-24 de febrero de 1946) fue una guerrillera cubana durante los conflictos entre el movimiento independentista cubano y la metrópoli española hasta la independencia de la isla tras el conflicto de 1898. Es considerada una heroína por la Independencia en el imaginario colectivo cubano.

## Biografía
Nació en Fray Benito, Holguín en 1879. A los dieciséis años se incorporó a la guerra insurrecta cubana contra la autoridad del gobierno de la metrópoli en España. Fue además de una activa luchadora mambisa, enfermera y abanderada, nombrada por el coronel Remigio Marrero Álvarez como portadora del estandarte tricolor de las fuerzan independentistas en la región. Poco después de haber contraído matrimonio, su esposo fue hecho prisionero y González Tort intentaría salvarlo de la muerte por fusilamiento ordenada por las autoridades españolas. Para evitar su muerte se apoyó en amigos y amigas influyentes de la región, incluyendo a la esposa del general Emilio March García, jefe militar del Distrito de Holguín, para finalmente lograr que el general Ramón Blanco y Erenas liberase al prisionero. Poco después el matrimonio se reincorporó a la lucha de la independencia de la isla.
Algunos de sus hijos fallecieron de enfermedad en los campo mientras participaba en la insurrección cubana. Su esposo falleció poco después en una refriega contra el ejército español.
Sobrevivió a la guerra para poder ver la independencia de Cuba del gobierno de España y tras ello murió sin honores ni reconocimientos el 24 de febrero de 1946.